# Salomé Jashi
Salomé Jashi, née le 5 juin 1981 à Tbilissi, est une documentariste géorgienne.

## Biographie
Salomé Jashi étudie le journalisme à l'Université d'État de Tbilissi. Elle travaille pendant plusieurs années comme reporter, avant d'étudier le cinéma documentaire à la Royal Holloway, Université de Londres,.
Dans son documentaire La balade des grands arbres (Taming the Garden), elle montre le processus de déracinement de grands arbres centenaires orchestré par Bidzina Ivanishvili, milliardaire et ancien premier ministre Géorgien. Celui-ci, achète et fait déplacer des arbres majestueux pour les mettre dans son jardin personnel.

## Réalisations
- 2009 : Speechless
- 2010 : The Leader is Always Right, 43 min[4].
- 2011 : Bakhmaro, 58 min.
- 2016 : The Dazzling Light of Sunset, 74 min.
- 2016 : Their Helicopter, 22 min.
- 2021 : La Balade des grands arbres (Taming the Garden), 91 min.

## Prix

### The Dazzling Light of Sunset
- Premier prix du concours Regard Neuf, Visions du Réel, 2016

### Taming the Garden
- Premier prix, Docudays UA, Festival international du film sur les droits de l'homme, Kiev, 2021 [5]
- Prix du Jury des Jeunes, Cinéma du Réel, Paris, 2021
- Meilleur documentaire, Tbilisi International Film Festival, 2021